# Edin Cocalić
Edin Cocalić (* 5. Dezember 1987 in Višegrad) ist ein bosnischer Fußballspieler. Zuletzt stand er beim bosnischen Verein FK Željezničar unter Vertrag steht und ist aktuell vereinslos.

## Leben und Karriere
Im Jahre 1992 floh Cocalić mit seiner Familie aus seiner Geburtsstadt Višegrad vor dem Bosnien-Krieg in die bosnische Hauptstadt Sarajevo, wo auch im Wesentlichen seine Fußballerkarriere begann. Hier spielte er elf Jahre lang beim FK Željezničar, dem bekanntesten bosnischen Fußballverein und einem der Top-Akteure im Vereinsfußball des früheren Jugoslawiens. Bekannte Talente, die von FK Željezničar bereits in frühen Jahren gefördert wurden, sind u. a. Edin Džeko, Boubacar Dialiba, Semir Štilić. Edin Cocalić durchlief hier erfolgreich diverse Nachwuchsklassen und war im Profikader in den letzten drei Spielzeiten Mannschaftskapitän und einer der wichtigsten Leistungsträger. Zuletzt galt er als einer der besten Abwehrspieler und als größtes Talent überhaupt in der bosnischen Premijer Liga. Bestärkt wird das durch die Tatsache, dass Cocalić der bislang jüngste Kapitän aller Zeiten bei FK Željezničar war.
Ende 2009 war Edin Cocalić beim MSV Duisburg im Gespräch, wo er für eine gewisse Zeit als Testspieler war. Im Januar 2010 unterschrieb er einen Vertrag für dreieinhalb Jahre bei Panionios FC Athen.
Zur Rückrunde der Saison 2018/19 wechselte er zum türkischen Erstligisten Akhisarspor. Von Juli 2020 bis Januar 2021 war er bei Altay SK unter Vertrag. Es folgte eine zehnmonatige Station beim griechischen Verein Panetolikos von Januar 2021 bis November 2021. Im Januar 2022 wechselte er zum Verein FK Željezničar Sarajevo, wo er bis zum 30. Juni 2024 unter Vertrag war.

### Nationalmannschaft
Edin Cocalić spielte auch in diversen U-Nationalteams (U-17, U-19 und U-21) von Bosnien und Herzegowina.